# 布倫特灣
布倫特灣（英語：Blunt Cove）是南極洲的海灣，位於威爾克斯地，處於文森灣西南端，根據美國海軍的空中照片繪入地圖，現時由南極條約體系管理。